# Генієва Катерина Юріївна
Катерина Юріївна Генієва (1 квітня 1946 , Москва  — 9 липня 2015 , Ізраїль ) — радянський і російський філолог, бібліотечний, культурний та громадський діяч, експерт ЮНЕСКО, член федерального цивільного комітету партії Громадянська платформа Інституту толерантності . Генеральний директор Всеросійської бібліотеки іноземної літератури з 1993 по 2015 рік, всього в цій бібліотеці працювала 43 роки. Доктор філологічних наук. Фахівець з англійської прози XIX-XX століть. Автор статей та коментарів, присвячених творчості Чарльза Діккенса, Джейн Остін, Шарлотти та Емілі Бронте, Джеймса Джойса, Вірджинії Вулф, Сьюзен Хілл та інших авторів.

## Біографія
Народилася в сім'ї актора Юрія Ароновича Розенбліта (1911—2002) та хірурга Олени Миколаївни Генієвої (1917—1982)  . Батьки незабаром розлучилися, мати влаштувалася на роботу в медсанчастині ІТЛ у Магадані, і Катя провела раннє дитинство у бабусі. Бабуся, Олена Василівна Генієва (уроджена Кірсанова; 1891-1979), в 1921-1926 роках щорічно відпочивала в «Будинку поетів» Максиміліана Волошина в Коктебелі, листувалася з низкою діячів російської літератури; її кореспонденція 1925-1933 років із С. Н. Дуриліним була видана окремою книгою («Я нікому так не пишу, як Вам». М.: Рудоміно, 2010. - 525 с.)  . Дід, інженер-гідролог Микола Миколайович Генієв (1882—1953), автор монографії «Водопостачання залізничних станцій» (М.: Огіз, 1932. — 484 с.) та підручника «Водопостачання» (М.: Держбудвидав, 1950 та 1958. — 578 с. )  .
Закінчила філологічний факультет МДУ (1968).
Кандидат філологічних наук (1972, тема дисертації «Художня проза Джеймса Джойса»).
2006 року захистила докторську дисертацію на тему «Бібліотека як центр міжкультурних комунікацій».
З 1972 року працювала у Всесоюзній державній бібліотеці іноземної літератури. З 1989 перший заступник директора, з 1993 генеральний директор.
Віце-президент Російської бібліотечної асоціації, перший віце-президент Міжнародної федерації бібліотечних асоціацій та установ – IFLA (з 1997).
За роки керівництва Генієвої в «Іноземці» відкрилися 14 зарубіжних культурних центрів (від французького та британського до болгарського та іранського), а також інститут толерантності, відділи дитячої, релігійної літератури та видань російського зарубіжжя, видавництво. .
З 1995 року Генієва була одним із керівників культурних програм Інституту «Відкрите суспільство» (фонду Сороса) в Росії (на посадах голови виконкому, президента, голови Стратегічного правління).
Генієва була президентом Російського фонду Сороса (інститут «Відкрите суспільство»), віце-президентом Міжнародної федерації бібліотек (IFLA), членом Комісії РФ у справах ЮНЕСКО, президентом Російської ради з культури та мистецтва, президентом Московського відділення Союзу англомовних (ESU) журналів «Іноземна література» та «Знамя»», у різні роки входила в редакційні ради та редколегії журналів та газет «Дитяча література», «Бібліотека», «Русская мысль» та ін.

## Сім'я
- Чоловік - Юрій Самуїлович Біленький (нар. 1945), архітектор та інженер-будівельник.
- Дочка - Дар'я, дружина директора Російського державного архіву соціально-політичної історії (РДАСПІ) О. К. Сорокіна .

## Нагороди і премії
- Орден Дружби (4 березня 1999) - за заслуги в галузі культури і мистецтва, великий внесок у зміцнення дружби та співпраці між народами, багаторічну плідну роботу [8]
- Орден Габріели Містраль, кавалер (Чилі, 2002)
- Орден Великого князя Литовського Гядимінаса, кавалер (Литва, 2006) [9]
- Орден Британської імперії, офіцер ( Великобританія, 2007)
- Орден "За заслуги перед Федеративною Республікою Німеччина", кавалер (Німеччина, 2007)
- Орден Хреста землі Марії 4 класу (Естонія, 2008) [10]
- Орден Почесного легіону, кавалер (Франція, 2009) [11]
- Орден Заслуг pro Merito Melitensi ( Мальтійський орден, 2010)
- Хрест зізнання (Латвія)
- Орден Вранішнього сонця III ступеня (Японія, 2015) [12]
- Медаль «На згадку про 850-річчя Москви» (1997)
- Медаль К. Д. Ушинського ( Міністерство освіти і науки Російської Федерації, 2003)
- Орден За досягнення у галузі культури (Бразилія)
- Заслужений працівник культури Автономної Республіки Крим (Автономна Республіка Крим, Україна , 7 вересня 2012) — за активну участь у збереженні історико-культурної спадщини Автономної Республіки Крим, внесок у розвиток культури та міжнародного співробітництва, багаторічну сумлінну працю та у зв'язку з 10-річчям Міжнародного опікунської ради Кримської республіканської установи «Коктебельський еколого-історико-культурний заповідник «Кіммерія М. А. Волошина» [13]
- Почесна грамота Президії Верховної Ради Автономної Республіки Крим ( Автономна Республіка Крим, Україна, 5 вересня 2005) — за значний особистий внесок у реставрацію пам'ятки культури міжнародного значення Будинку-музею М. О. Волошина (м. Феодосія) [14]
- Відзнака Міністерства культури Угорщини Pro Cultura Hungarica
- Лауреат премії «Людина року» ( Федерація єврейських громад Росії, 2005).

## Пам'ять
У 2015 році в Кемеровському державному інституті культури створено електронну колекцію документів ЕКД Катерини Юріївни Генієвої  .
У 2016 році у Москві, при вході до Бібліотеки іноземної літератури, було відкрито пам'ятник Є.І. Ю. Генієвої (автор ідеї - продюсер і режисер Григорій Амнуель )  .